# Thomas Voeckler
Thomas Voeckler (Schiltigheim, 22 giugno 1979) è un ex ciclista su strada francese, professionista dal 2001 al 2017, attuale direttore sportivo della nazionale francese di ciclismo su strada.  In carriera ha ottenuto i risultati migliori al Tour de France, corsa in cui ha vinto quattro tappe e la classifica scalatori nel 2012, e indossato per 20 giorni in totale la maglia gialla.

## Carriera
La sua famiglia, di origini alsaziane, si trasferì in Martinica quando lui aveva pochi anni. Voeckler trascorse la giovinezza nell'isola caraibica, ottenendo lì i suoi primi successi nelle corse giovanili. Passò professionista nel 2001 con la Bonjour (in quell'anno partecipò anche al Giro d'Italia arrivando penultimo, ma comunque unico della sua squadra a concludere la corsa), ottenendo il suo primo successo nel 2003.
Nel 2004 conquistò il campionato francese in linea. Nello stesso anno partecipò al Tour de France come gregario di Joseba Beloki, correndo con la squadra francese Brioches la Boulangère (la vecchia Bonjour). Dopo la quinta tappa, grazie a una fuga "bidone", composta cioè da atleti non di classifica, riuscì a conquistare la maglia gialla, primo francese dal 2001. Inaspettatamente, fu in grado di difendere il simbolo del primato per ben 10 giorni, superando lo scoglio dei Pirenei sempre in vetta alla generale; sulle Alpi fu però costretto ad inchinarsi a Lance Armstrong, poi vincitore.
Chiuderà 18º, guadagnandosi comunque la chiamata in Nazionale per le Olimpiadi di Atene del mese successivo. Nel 2006 si impose, tra l'altro, nella classica Parigi-Bourges e nella classifica finale della Route du Sud. L'anno successivo conquistò un'altra importante classica, il Grand Prix de Ouest-France, imponendosi su Thor Hushovd e Danilo Di Luca. Nel 2008 ha ottenuto la vittoria del Circuit de la Sarthe.
L'8 luglio 2009 vince la sua prima tappa al Tour de France, la quinta di quell'edizione, da Le Cap d'Agde a Perpignan; si ripete poco più di un anno dopo, il 18 luglio, vincendo la quindicesima frazione del Tour de France 2010 sul traguardo di Bagnères-de-Luchon. Nel 2010 si aggiudica anche la prima edizione del Grand Prix Cycliste de Québec battendo in volata Edvald Boasson Hagen, Robert Gesink e Ryder Hesjedal.
Nel 2011 ottiene vittorie di tappa al Giro del Trentino, al Giro del Mediterraneo e alla Parigi-Nizza (due). A luglio partecipa al Tour de France nel ruolo di capitano del Team Europcar: grazie a una fuga da lontano nella nona tappa, in cui chiude secondo, indossa, a distanza di sette anni, la maglia gialla. Proprio come nel 2004, Voeckler riesce a tenere il simbolo del primato per dieci giorni, superando indenne i Pirenei; sulle Alpi, a tre tappe dalla fine della Grande Boucle, deve tuttavia cedere la maglia gialla ad Andy Schleck.
A Parigi è quarto nella graduatoria finale assoluta, a soli 50 secondi dal podio. L'11 aprile 2012, al termine di un'azione solitaria, vince la Freccia del Brabante. L'11 luglio si aggiudica la decima tappa del Tour de France con arrivo a Bellegarde-sur-Valserine e, sette giorni dopo, si aggiudica anche la sedicesima frazione con arrivo a Bagnères-de-Luchon. Giunto solo al traguardo, dopo una lunga fuga e dopo aver conquistato tutti i GPM di giornata, si aggiudica anche la maglia a pois che difenderà fino a Parigi, scavalcando Fredrik Kessiakoff, e il numero rosso per la combattività, dopo quello ottenuto al termine della decima tappa.
Si ritira dal professionismo al termine del Tour de France 2017, concluso in novantunesima posizione, dopo aver cercato senza successo di vincere una tappa.

## Palmarès
- 1999 (Vendée U-Pays de Loire under 23)

Nantes - Segré
- 2000 (Vendée U-Pays de Loire under 23)

1ª tappa Ruban Granitier Breton (Perros-Guirec > Perros-Guirec)
Flèche Ardennaise
Grand Prix de la ville de Buxerolles
- 2003 (Brioches La Boulangère, cinque vittorie)

Classic Loire-Atlantique
1ª tappa Tour de Luxembourg (Lussemburgo > Lussemburgo)
3ª tappa Tour de Luxembourg (Mersch > Echternach)
Classifica generale Tour de Luxembourg
8ª tappa Tour de l'Avenir (L'Isle-sur-la-Sorgue > Rousset-sur-Arc)
- 2004 (Brioches La Boulangère, tre vittorie)

À travers le Morbihan
Campionati francesi, Prova in linea
4ª tappa Route du Sud (Montréjeau > Loudenvielle-Le Louron)
- 2005 (Bouygues Telecom, una vittoria)

2ª tappa Quatre Jours de Dunkerque (Liévin > Sangatte-Cap Blanc Nez)
- 2006 (Bouygues Telecom, quattro vittorie)

5ª tappa Vuelta al País Vasco (Vitoria-Gasteiz > Zalla)
1ª tappa Route du Sud (Narbonne > Castres)
Classifica generale Route du Sud
Paris-Bourges
- 2007 (Bouygues Telecom, due vittorie)

Classifica generale Tour du Poitou-Charentes
Grand Prix de Ouest-France
- 2008 (Bouygues Telecom, due vittorie)

Classifica generale Circuit de la Sarthe
Grand Prix de Plumelec-Morbihan
- 2009 (Bbox Bouygues Telecom, cinque vittorie)

Classifica generale Étoile de Bessèges
2ª tappa Tour du Haut Var (Draguignan > Callian)
Classifica generale Tour du Haut Var
Trophée des Grimpeurs
5ª tappa Tour de France (Cap d'Agde > Perpignano)
- 2010 (Bbox Bouygues Telecom, tre vittorie)

Campionati francesi, Prova in linea
15ª tappa Tour de France (Pamiers > Bagnères-de-Luchon)
Grand Prix Cycliste de Québec
- 2011 (Team Europcar, otto vittorie)

1ª tappa Tour Méditerranéen (Maubec-Coustellet > Pertuis)
Classifica generale Tour du Haut-Var
4ª tappa Parigi-Nizza (Crêches-sur-Saône > Belleville)
8ª tappa Parigi-Nizza (Nizza > Nizza)
Cholet-Pays de Loire
2ª tappa Giro del Trentino (Dro > Ledro)
4ª tappa Quatre Jours de Dunkerque (Hazebrouck > Cassel)
Classifica generale Quatre Jours de Dunkerque
- 2012 (Team Europcar, quattro vittorie)

Freccia del Brabante
3ª tappa La Tropicale Amissa Bongo (Franceville > Akieni)
10ª tappa Tour de France (Mâcon > Bellegarde-sur-Valserine)
16ª tappa Tour de France (Pau > Bagnères-de-Luchon)
- 2013 (Team Europcar, cinque vittorie)

6ª tappa Critérium du Dauphiné (La Léchère > Grenoble)
3ª tappa Route du Sud (Izaourt > Bagnères-de-Luchon)
Classifica generale Route du Sud
4ª tappa Tour du Poitou-Charentes (Charroux > Civray, cronometro)
Classifica generale Tour du Poitou-Charentes
- 2016 (Direct Énergie, quattro vittorie)

1ª tappa Tour La Provence (Aubagne > Cassis)
Classifica generale Tour La Provence
3ª tappa Tour de Yorkshire (Middlesbrough > Scarborough)
Classifica generale Tour de Yorkshire

### Altri successi
- 2002 (Bonjour)

Classifica punti Ronde van België
- 2003 (Brioches La Boulangère)

Classifica giovani Tour de Luxembourg
- 2004 (Brioches La Boulangère)

Ronde des Korrigans - Camors (Criterium)
Dun-le-Palestel (Criterium)
Quillan (Criterium)
Bordeaux-Cauderan (Criterium)
Bavikhove (Criterium)
- 2005 (Bouygues Telecom)

Dijon (Criterium)
- 2006 (Bouygues Telecom)

Classifica punti Route du Sud
- 2007 (Bouygues Telecom)

Classifica scalatori Paris-Nice
- 2011 (Team Europcar)

Castillon la Bataille (Critérium)
St. Quentin (Critérium)
Marcolès (Critérium)
Quillan (Criterium)
- 2012 (Team Europcar)

Classifica scalatori Tour de France
Lisieux (Critérium)
Dun Le Palestel (Critérium)
Quillan (Criterium)

## Piazzamenti

### Grandi Giri
- Giro d'Italia

2001: 135º
2007: non partito (8ª tappa)
2009: 89º
2010: 23º
- Tour de France

2003: 119º
2004: 18º
2005: 124º
2006: 89º
2007: 66º
2008: 97º
2009: 67º
2010: 76º
2011: 4º
2012: 26º
2013: 65º
2014: 42º
2015: 45º
2016: 79º
2017: 91º
- Vuelta a España

2005: 101º

### Classiche monumento
- Milano-Sanremo

2005: 73º
2006: 135º
2007: 66º
2013: 127º
- Giro delle Fiandre

2002: 93º
2010: 58º
2011: 28º
2012: 8º
2013: 35º
- Parigi-Roubaix

2003: 53º
2004: 77º
2005: 80º
- Liegi-Bastogne-Liegi

2005: 37º
2008: 40º
2009: 48º
2010: 10º
2012: 4º
2014: 36º
2015: 27º
2016: 106º
2017: 112º
- Giro di Lombardia

2009: 79º
2013: 34º

### Competizioni mondiali
- Campionati del mondo

Salisburgo 2006 - In linea Elite: 93º
Stoccarda 2007 - In linea Elite: 68º
Mendrisio 2009 - In linea Elite: 67º
Copenaghen 2011 - In linea Elite: 98º
Limburgo 2012 - In linea Elite: 7º
Toscana 2013 - In linea Elite: 61º
- Classifica mondiale UCI

UCI ProTour 2006: 157º
UCI ProTour 2007: 51º
Calendario mondiale UCI 2009: 105º
Calendario mondiale UCI 2010: 41º
- Giochi olimpici

Atene 2004 - In linea: 20º

## Riconoscimenti
- Velo d'Or francese-giovani della rivista Vélo Magazine nel 2001
- Velo d'Or francese della rivista Vélo Magazine nel 2010 e 2011
- Premio Roland Peugeot dell'Accademia dello Sport nel 2010